# Jurinia barbata
Jurinia barbata là một loài ruồi trong họ Tachinidae.